# Leonardtown
Leonardtown – miasto w Stanach Zjednoczonych, w stanie Maryland, siedziba administracyjna hrabstwa St. Mary’s.